# Против всех
Против всех кандидатов, или кандидат «Против всех», — последний пункт в избирательных бюллетенях для голосования на выборах, позволяющий принять участие в голосовании, не выбрав ни одного из кандидатов в бюллетене. Применяется как на партийных выборах, так и на выборах из конкретных кандидатов (президентских, мэрских, и т. д.). В некоторых странах пункт включается в бюллетени.
Голосование против всех — одна из форм протестного голосования.

## В мире

### В СССР и России
В СССР на выборах с одной кандидатурой использовалось голосование «за» и «против» кандидата.
В Российской Федерации пункт «против всех» применялся с 1991 года, но с 2006 года решением Государственной думы был исключён из бюллетеней. На федеральных выборах Президента применялся в 1991, 1996, 2000, 2004 годах. На парламентских выборах пункт применялся в 1993, 1995, 1999, 2003 годах.Если на федеральных выборах кандидат «Против всех» не набирал существенного количества голосов, то на местных выборах его результаты были гораздо лучше. Наилучший в России результат кандидата «против всех» был зафиксирован в 2004 году, когда он набрал 65 % голосов на выборах главы Курганинского района Краснодарского края.
В законодательстве РФ было установлено, что в случае, если «против всех» набирал больше голосов, чем живой кандидат с наибольшим количеством голосов, то результаты выборов аннулировались. По этой причине в 1999 и 2003 годах были признаны несостоявшимися выборы в ряде одномандатных округов. В 2006 году графа «против всех» была исключена, в качестве причины была названа экономия средств, полученных за счёт снижения затрат на перевыборы.
В мае 2014 года ГД РФ позволила региональным властям добавлять кандидата «против всех» на местных выборах, на выборах 2015 года этой возможностью воспользовались власти 6 регионов из 85.

### В Польше
В Польше для избрания в Сейм или Сенат кандидат должен набрать большинство голосов, включая голоса, поданные против всех. На первых демократических выборах в Польше в 1989 году во всех округах, где выдвигался единственный кандидат от ПОРП, избиратели голосовали «против». В итоге ни один из кандидатов ПОРП, выдвинутых на избираемые места (161 место в Сейме и 100 в Сенате), включая действующего премьер-министра, не был избран, так как не набрал большинства голосов. Все избиравшиеся места, за исключением одного места в Сенате, доставшегося беспартийному кандидату, после довыборов достались движению «Солидарность».